# Bistum Sobral
Das Bistum Sobral (lat.: Dioecesis Sobralensis) ist eine in Brasilien gelegene römisch-katholische Diözese mit Sitz in Sobral im Bundesstaat Ceará. 

## Geschichte
Papst Benedikt XV. gründete es am 10. November 1915 aus Gebietsabtretungen des Erzbistums Fortaleza, dem es auch als Suffragandiözese unterstellt wurde. 
Am 23. September 1963 verlor es einen Teil seines Territoriums an das Bistum Crateús und am 13. März 1971 einen weiteren Teile an die Bistümer Itapipoca und Tianguá.

## Bischöfe von Sobral
- José Tupinambá da Frota (24. Januar 1916–6. April 1923, dann Bischof von Uberaba, erneut Bischof von Sobral vom 10. März 1924–25. September 1959)
- João José da Mota e Albuquerque (28. Februar 1961–28. April 1964, dann Erzbischof von São Luís do Maranhão)
- Walfrido Teixeira Vieira (6. Januar 1965–18. März 1998)
- Aldo de Cillo Pagotto SSS (18. März 1998–5. Mai 2004, dann Erzbischof von Paraíba)
- Antônio Fernando Saburido OSB (18. Mai 2005–1. Juli 2009, dann Erzbischof von Olinda e Recife)
- Odelir José Magri MCCJ (11. Oktober 2010–3. Dezember 2014, dann Bischof von Chapecó)
- José Luiz Gomes de Vasconcelos (seit 8. Juli 2015)